# Virginia Hill
Virginia Hill, de son nom de naissance Onie Virginia Hill, né le 26 août 1916 à Lipscomb et morte 24 mars 1966 à Koppl, est une personnalité liée au crime organisé américain. Native de l’Alabama, elle intégra, au milieu des années 1930, les rangs du Chicago Outfit en tant que coursière. Elle est principalement connue pour avoir été la compagne du caïd Bugsy Siegel.

## Début de la vie
Née Onie Virginia Hill le 26 août 1916 à Lipscomb, en Alabama, elle comptait parmi les dix enfants d’un marbrier enclin à l’ébriété. À l’âge de huit ans, elle suivit sa mère et sa fratrie à Marietta, en Géorgie, après la dissolution du lien conjugal parental. Elle fréquenta la Roberts Grammar School, où elle acheva sa huitième année avant d’abandonner toute scolarité. En novembre 1931, à quinze ans, elle contracta mariage avec George Randell, alors âgé de seize ans.

## Association avec le crime organisé
En 1933, Hill quitta la Géorgie pour gagner Chicago en compagnie de Randell, avec l’intention de s’adonner au négoce de pornographie. Une fois établie dans la métropole, elle rompit tout lien avec ce dernier et obtint le divorce l’année suivante. Durant l’Exposition universelle de 1933, dénommée Century of Progress, elle fut employée comme serveuse au village italien de San Carlo, une entreprise inféodée à la pègre. Elle suppléa à ses gains en pratiquant la prostitution.

Elle suscita l’intérêt d’un bookmaker et joueur fortuné, Joseph Epstein, lequel aurait endossé le rôle de conseiller financier à son égard, voire, selon certaines sources, celui d’amant — bien qu’Epstein fût réputé pour son homosexualité. Par la suite, elle intégra l’organisation criminelle du Chicago Outfit. Non seulement elle passait pour être la concubine de plusieurs membres de la pègre locale, mais elle assumait également une fonction d’intermédiaire, acheminant des messages entre les divers protagonistes du milieu gangster. Un chroniqueur de l’époque la dépeignit en ces termes :
... plus qu’un simple ensemble de courbes. Elle avait... une bonne mémoire, un talent considérable pour la diplomatie du coin de l'œil afin d'apaiser les soupçons des tueurs à la gâchette facile et une double personnalité, muette sur l'essentiel et capable de bavarder librement, et apparemment bêtement, sur des choses sans importance.
Les autorités judiciaires et policières ont finalement établi que ce lieu constituait un « nœud communicationnel » essentiel dans la circulation des informations relatives au crime organisé. Par ailleurs, il a été attesté qu’il jouissait d’une assise autonome au sein de la structure mafieuse.
In fine, Hill s’allia à Charles Fischetti, cousin et homme de main d’Al Capone. Ce fut ce dernier qui l’expédia à New York afin d’épier le caporegime de la famille Luciano, Joe Adonis, mission qu’elle accomplit en devenant sa maîtresse. Elle se targua auprès de son entourage d’être une demoiselle de bonne souche sudiste, ayant contracté quatre unions fastueuses, toutes dissoutes par le divorce ou la mort, et d’avoir hérité, pour chacune, d’un million de dollars. Toutefois, les dames du grand monde percèrent à jour sa supercherie. Autour d’elle se forma une cortège de parasites et de bellâtres latins, fréquentant assidûment les lieux en vogue de Broadway, et dont elle réglait souvent les dépenses.
Alors qu’elle séjournait à New York, elle fut introduite auprès d’un autre associé de Luciano, Bugsy Siegel, et ils passèrent cette même nuit ensemble en un hôtel. Par la suite, les destinées divergentes de Siegel et de Hill les conduisirent tous deux à Hollywood, où ils entamèrent une liaison passionnelle. Des rumeurs persistèrent selon lesquelles ils auraient contracté un mariage secret au Mexique après que Siegel eût répudié son épouse Esta en 1946, mais aucun document probant ne corrobore cette hypothèse.

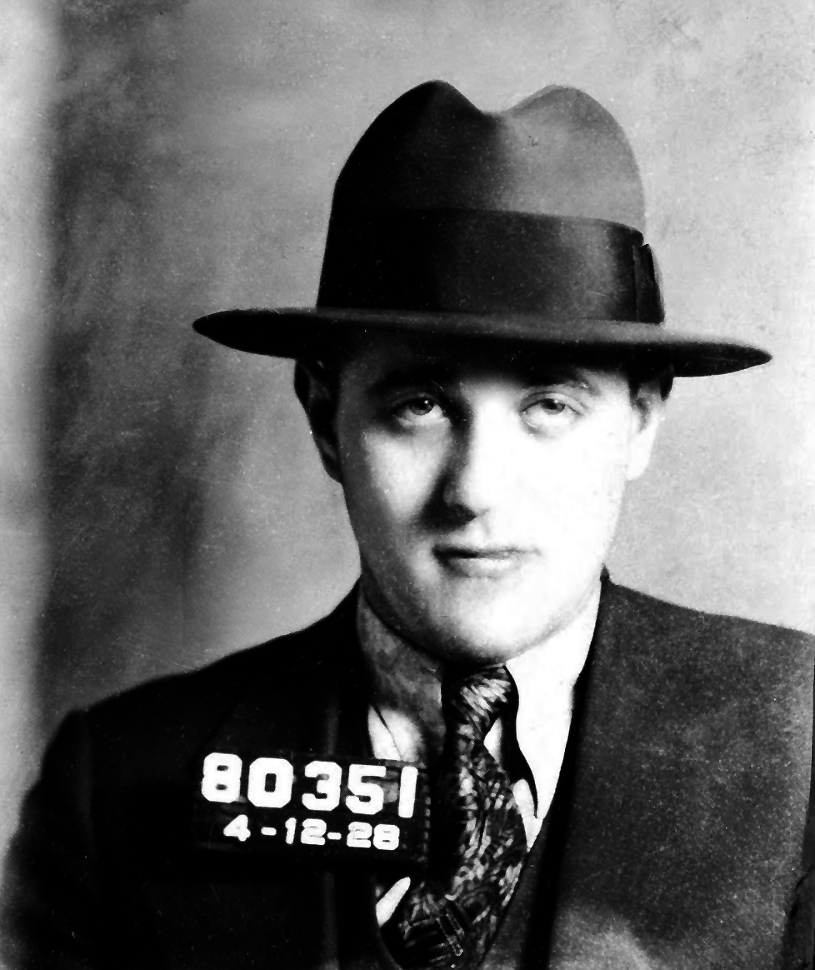
Le petit ami de Hill, Benjamin « Bugsy » Siegel, photo d'identité judiciaire de la police de New York le 12 avril 1928.

Le fondateur initial du Flamingo Las Vegas, Billy Wilkerson, aurait dès l’origine attribué ce nom à l’établissement, bien avant que Benjamin Siegel n’y fût associé. Une légende tenace, mais erronée, prétend que Siegel aurait dénommé le complexe en référence à Virginia Hill, sa compagne, dont le sobriquet supposé était « Flamingo » – un surnom que le gangster lui aurait octroyé en raison de ses longues jambes élancées. Toutefois, cette assertion est contredite par des témoignages dépeignant Hill comme une femme de petite stature et d’allure plutôt matronale. Une autre version, plus anecdotique, avance que ce surnom lui venait de la rougeur empourprant son visage après qu’elle eût consommé quelques libations, évoquant ainsi la teinte rosée du plumage du flamant. Néanmoins, le mémorialiste Lucky Luciano, figure notoire du crime organisé, rapporta dans ses mémoires que Siegel, ayant jadis détenu des parts dans l’hippodrome de Hialeah Park, considérait les flamants roses locaux comme un présage favorable. Quoi qu’il en soit, il est établi que l’appellation « Flamingo » fut attribuée au projet dès sa conception par Wilkerson lui-même, principal bailleur de fonds initial.
Quatre jours avant l’assassinat de Siegel dans la demeure californienne qu’il lui avait louée (juin 1947), elle s’envola subitement pour Paris, en France. Cette fuite précipitée alimenta des conjectures selon lesquelles elle aurait été informée du meurtre projeté contre Siegel.
En 1950, elle contracte mariage avec Hans Hauser, skieur autrichien et directeur de l’école de ski de Sun Valley, dans l’Idaho. De cette union naît leur unique progéniture, Peter Hauser (1950–1994),. L’année suivante, elle est sommée de comparaître devant la commission sénatoriale Kefauver, où elle réfute toute connaissance du crime organisé, bien que le magazine Time l’eût antérieurement désignée, en mars de la même année, comme la « reine des filles de gangsters »,,. En 1954, mise en cause pour fraude fiscale, elle gagne l’Europe, où elle demeure jusqu’à la fin de son existence, en compagnie de son fils.

## Mort et héritage
Virginia Hill s’est donné la mort par ingestion volontaire de somnifères à Koppl, localité proche de Salzbourg en Autriche, le 24 mars 1966,, à l’âge de quarante-neuf ans. Sa dépouille repose au cimetière d’Aigen, dans la même ville. D’après l’ouvrage Bugsy's Baby: The Secret Life of Mob Queen Virginia Hill d’Andy Edmonds, les circonstances de son décès, bien que classé en suicide, demeurent sujettes à caution. La presse autrichienne, au fait de ses anciens liens avec le gangster Bugsy Siegel, a évoqué l’hypothèse d’une tentative de chantage financier fondée sur sa connaissance des milieux criminels italo-américains. Sa vie a inspiré plusieurs adaptations cinématographiques, notamment un téléfilm en 1974 où son rôle fut tenu par Dyan Cannon, ainsi que le long-métrage Bugsy (1991), dans lequel Annette Bening l’incarne aux côtés de Warren Beatty, interprète de Siegel. Par ailleurs, son personnage aurait servi de trame, de manière très libre, à celui joué par Joan Crawford dans le film noir L'Esclave du gang (1950).